# بياترا نيامتس

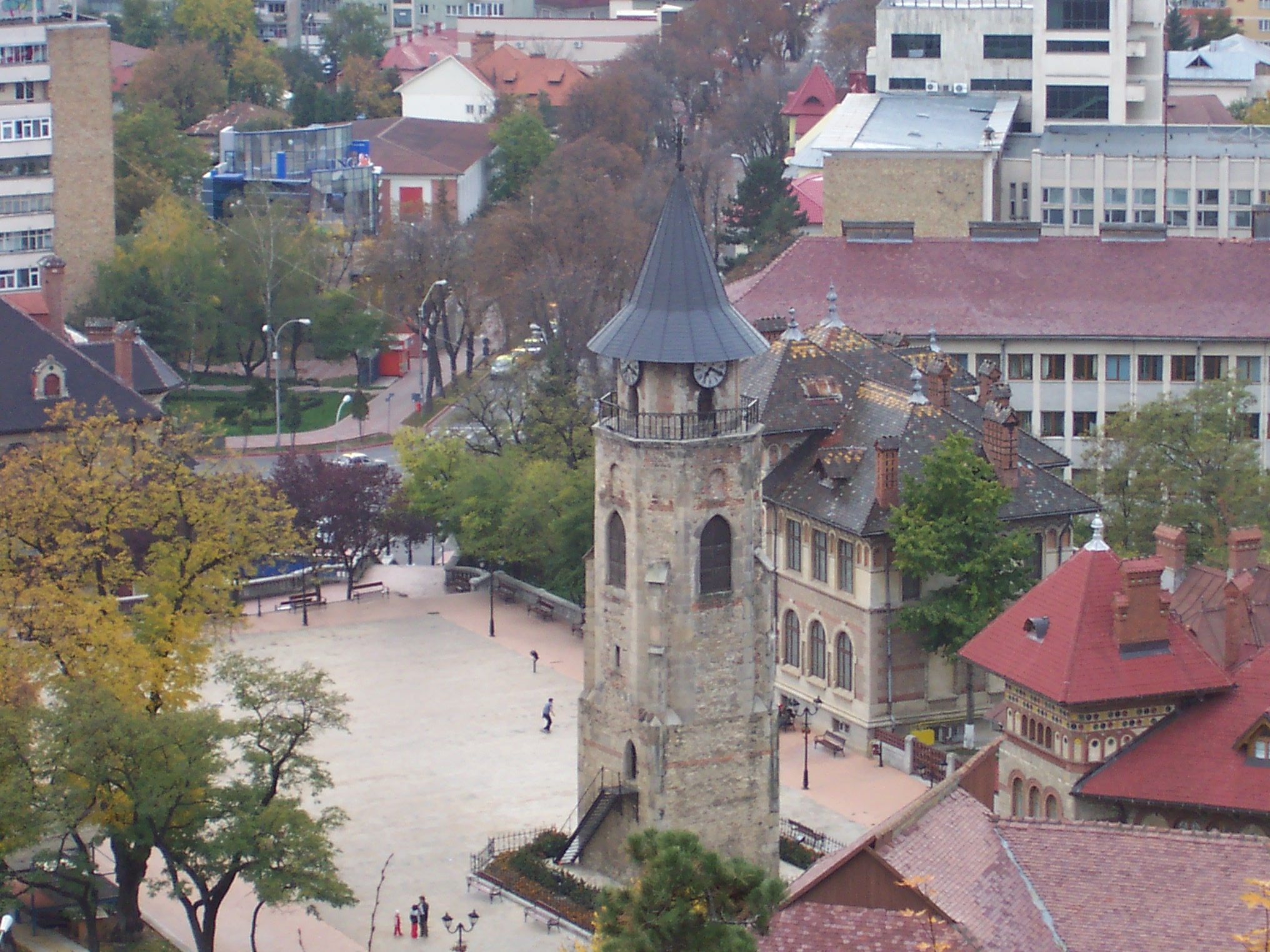
بياترا نيامتس

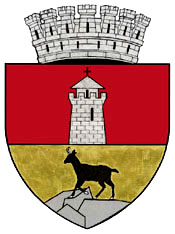
شعار بياترا نيامتس

بياترا نيامتس (بالرومانية: Piatra Neamţ، وهي تعني حجر (بياترا) ألماني (نيامتس)) مدينة تقع بشمال شرقي رومانيا، وهي عاصمة مقاطعة نيامتس، تعدّ أكثر من 110.000 نسمة. تلقب بلؤلؤة مولدوفا.

## توأمة
لبياترا نيامتس اتفاقيات توأمة مع كل من:
- اللد
- برغاما (1998 - )[4]
- Orhei [الإنجليزية]‏
- فربانيا
- بيناسكو (تورينو)
- كريات ملاخي

## معرض صور

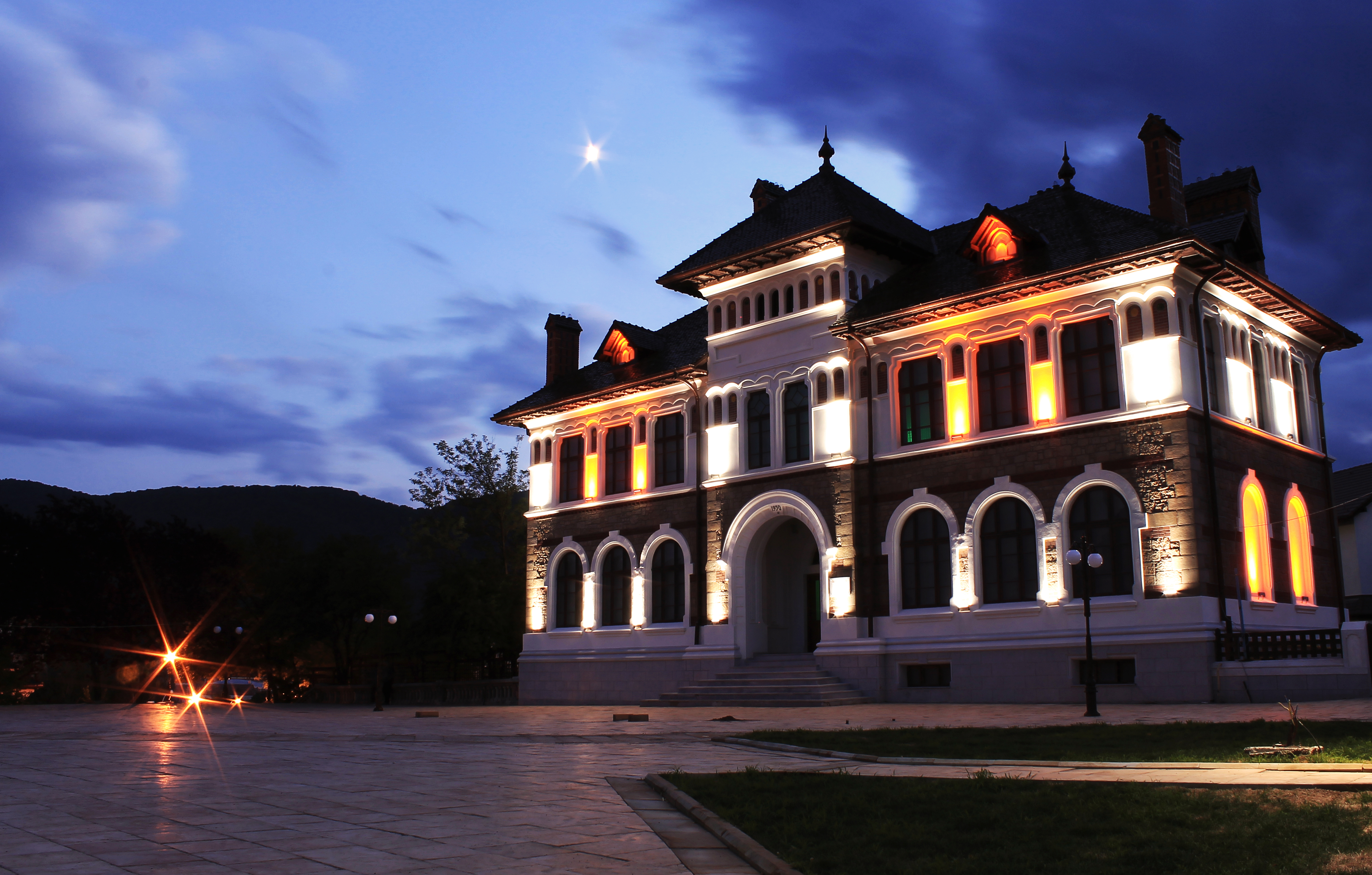
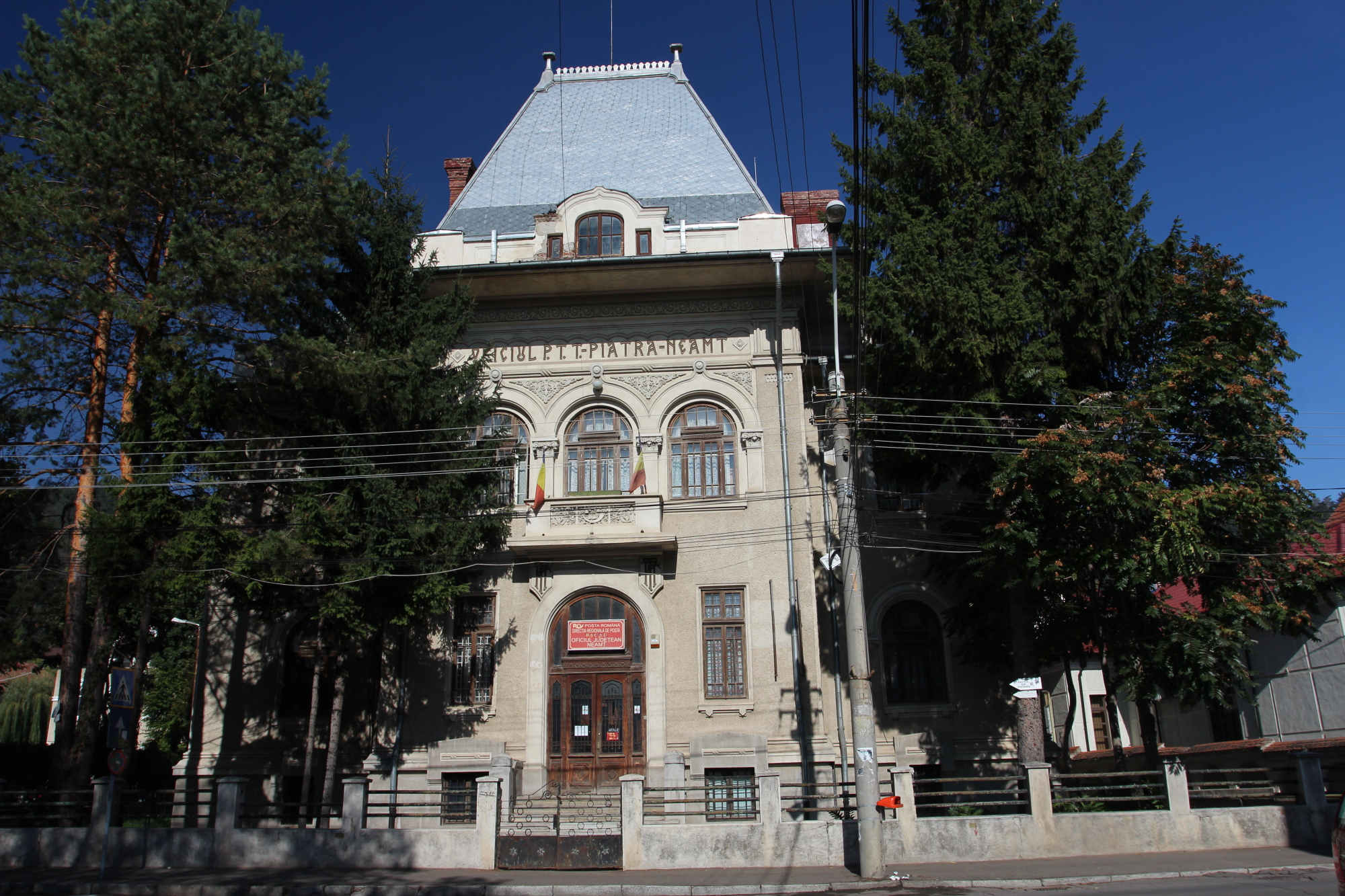
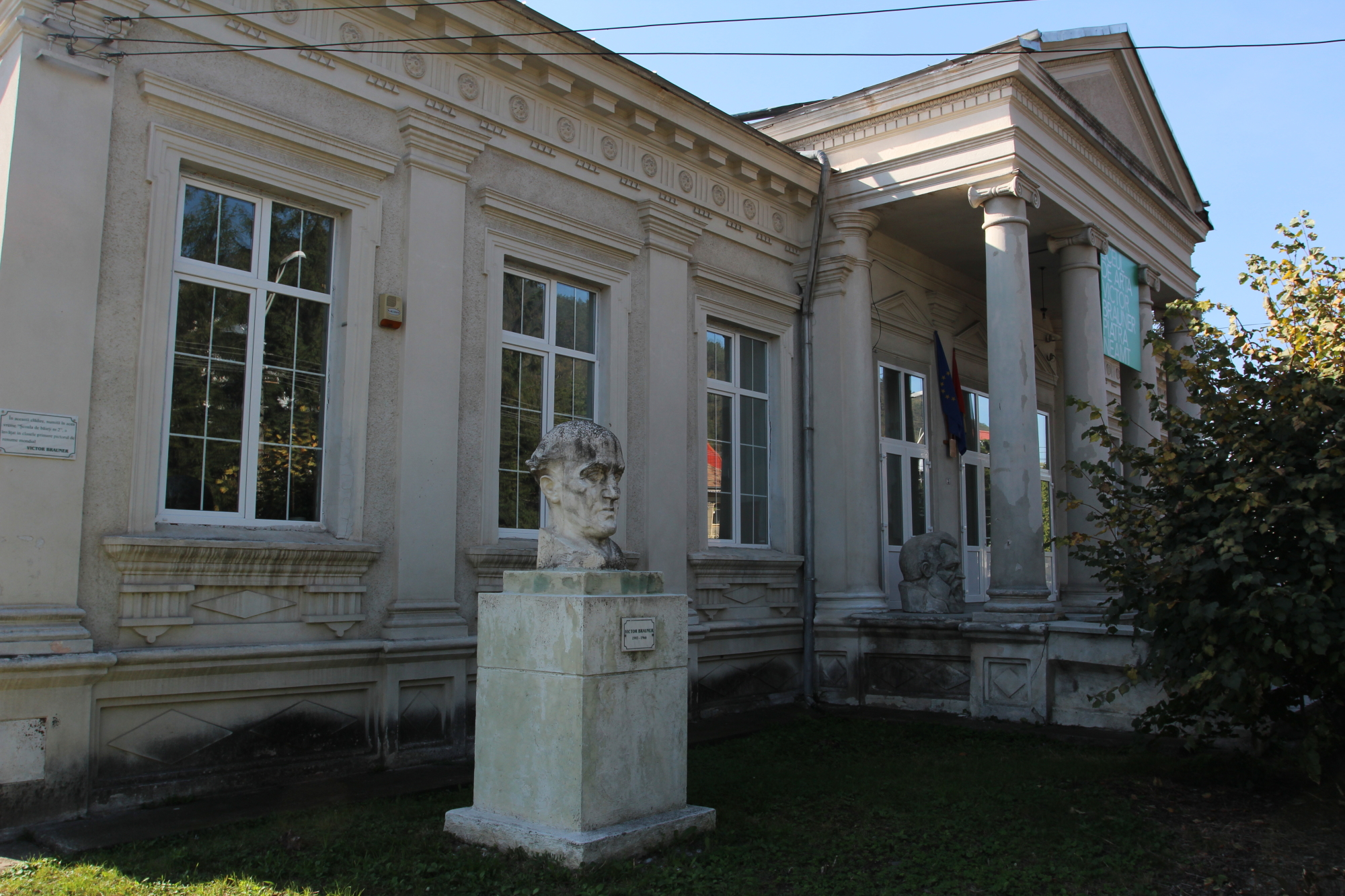
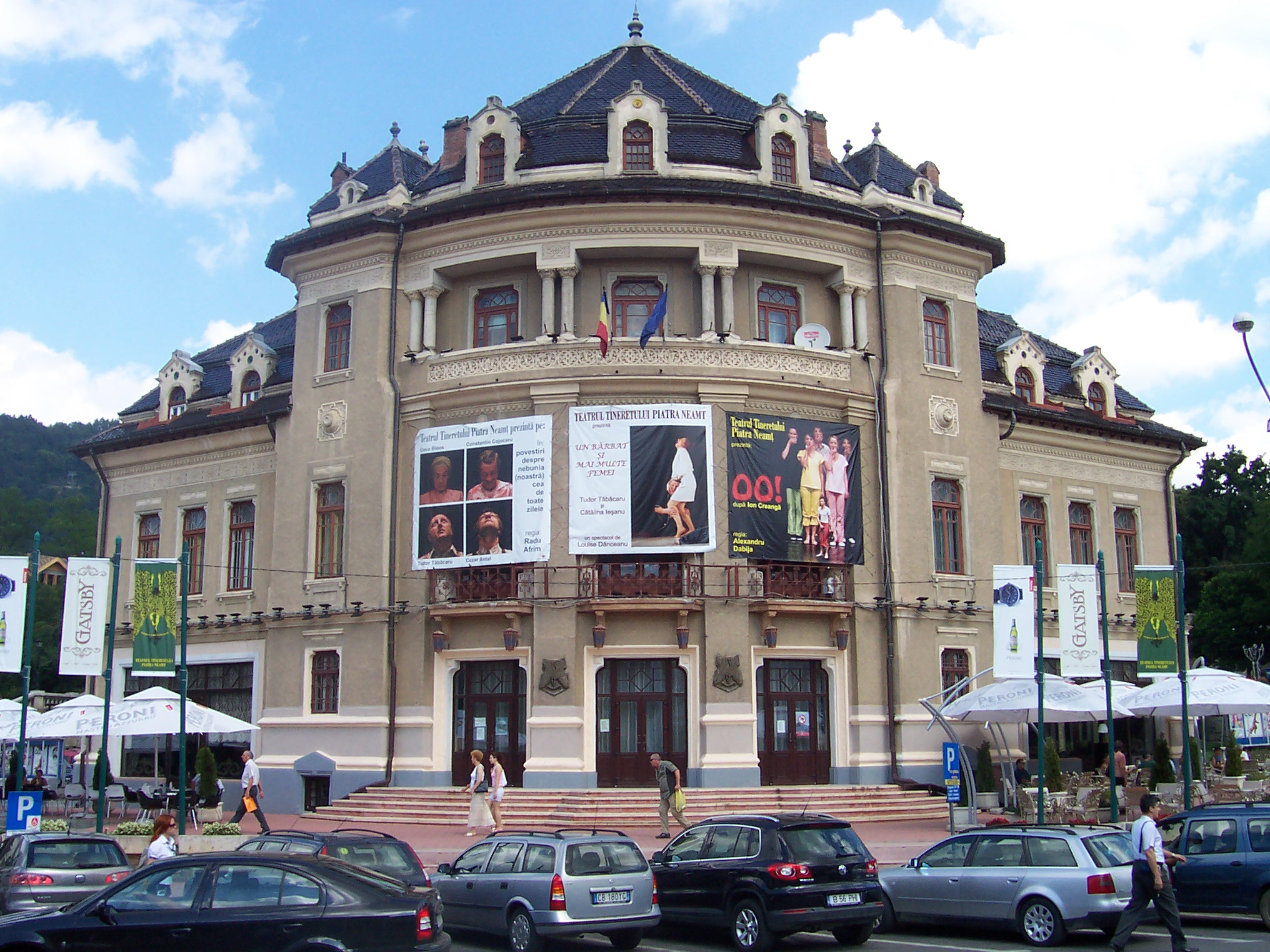

## أعلام
- تيودورا صاوه
- سيرجيو دان
- لوسيان بوردوجان
- أندري مارك
- أندري بيفل